# Tommaso z Olery
Tomáš z Olery, OFMCap., rodným jménem Tommaso Acerbis (1563, Olera – 3. května 1631, Innsbruck) byl italský římskokatolický řeholník, člen Řádu menších bratří kapucínů. Katolická církev jej uctívá jako blahoslaveného.

## Život

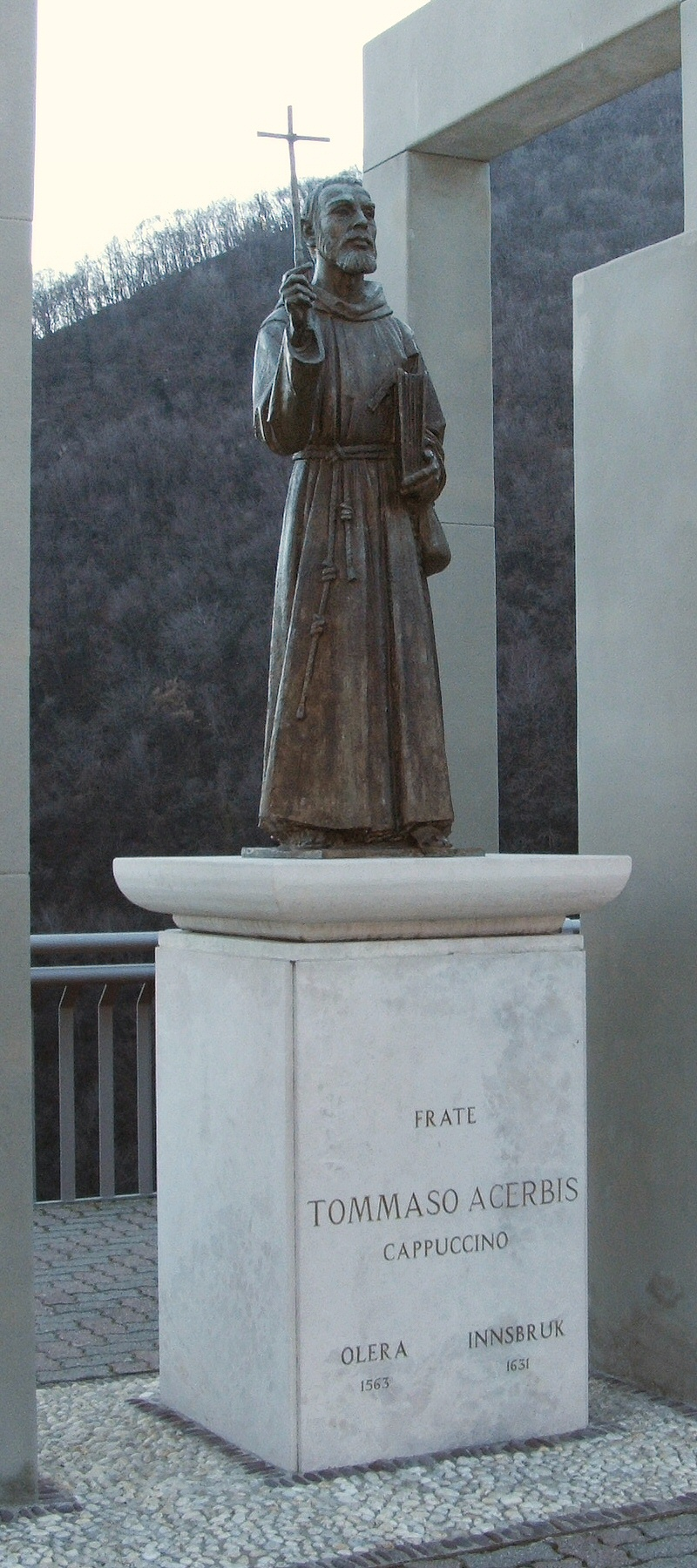
Jeho socha v Oleře

Narodil se roku 1563 ve vesnici Olera (část obce Alzano Lombardo) chudým rodičům a již v dětství se živil jako pastevec.
Dne 12. září 1580 vstoupil ve Veroně ke kapucínům. V sedmnácti letech se u nich naučil číst a psát. Během své formace měl za úkol získávání almužen. Věčné řeholní sliby složil dne 5. července 1584.
Roku 1605 byl poslán do Vicenzy a roku 1612 do Rovereta, kde se seznámil s pozdější abatyší ct. Bernardinou Floriani. Roku 1618 se stal v Padově klášterním vrátným. Pro svůj věhlas požádal arcivévoda Leopolda V. o jeho poslání do Rakouska, načež byl roku 1619 poslán do Innsbrucku. Zde se stal duchovním vůdcem Leopolda V. a jeho manželky Klaudie Medicejské. Kromě nich se stal náboženským rádcem řady dalších osobností.
V Innsbrucku navštěvoval nemocné a pomáhal chudým. Podpořil zde založení kláštera klarisek a dalších církevních staveb. Působil také jako kazatel a napsal řadu duchovních děl a spisů.
Zemřel dne 3. května 1631 v Innsbrucku, kde jsou uloženy jeho ostatky. Jeho spisů si velmi vážila řada osobností, jako např. papež sv. Jan XXIII., papež sv. Pavel VI., nebo kardinál Loris Francesco Capovilla.

## Úcta
Jeho beatifikační proces započal dne 4. prosince 1980, čímž obdržel titul služebník Boží. Dne 23. října 1987 jej papež sv. Jan Pavel II. podepsáním dekretu o jeho hrdinských ctnostech prohlásil za ctihodného. Dne 10. května 2012 byl uznán zázrak na jeho přímluvu, potřebný pro jeho blahořečení.
Blahořečen pak byl dne 21. září 2013 v katedrále sv. Alexandra v Bergamu. Obřadu předsedal jménem papeže Františka kardinál Angelo Amato.
Jeho památka je připomínána 3. května. Bývá zobrazován v řeholním oděvu.